# Santa Teresinha
Santa Teresinha este un oraș în statul Bahia (BA) din Brazilia.